# If You (canção de Big Bang)
"If You" é uma canção do grupo sul-coreano Big Bang, contida em seu single D (2015) e em seu terceiro álbum de estúdio Made (2016). Foi lançada em formato digital em 1 de julho de 2015 pela YG Entertainment. Composta por G-Dragon e produzida pelo próprio em conjunto com P.K e Dee.P, "If You" é uma faixa pop que descreve sobre a perda de um amor. Após seu lançamento, atingiu o topo da parada da Gaon e obteve vendas digitais de mais de cinco milhões de downloads digitais somente na Ásia, tornando-a um dos singles digitais mais vendidos de todos os tempos.

## Antecedentes e lançamento
Em 27 de junho de 2015, a YG Entertainment revelou a primeira imagem teaser contendo o anúncio de lançamento de "If You", bem como sua data de liberação para 1 de julho de 2015. Para apoiar seu lançamento, o Big Bang participou de uma contagem regressiva oficial realizada em um evento ao vivo através do aplicativo "V" do portal Naver, em 30 de junho de 2015.
Ao contrário de seus lançamentos anteriores, em que vídeos musicais foram gravados para a divulgação de seus singles, o Big Bang optou por não gravar nenhum vídeo musical acompanhante de "If You", segundo a YG Entertainment, desde a estreia do grupo em 2006, esta é a sua canção mais triste e que iria tocar emocionalmente o público, então o vídeo musical não foi gravado para que as pessoas pudessem se focar apenas em sua música e letra.

## Composição
"If You" é uma canção pop de balada, centrada ao redor do dedilhar de um violão e que liricamente expressa a perda de um amor. Descrita por Tablo, membro do grupo Epik High "como de tirar o fôlego" e por Yang Hyun-suk, executivo da YG Entertainment, como uma canção adequada para todas as idades, ela destaca-se por tornar-se a primeira faixa do Big Bang, em que todos os membros do grupo cantam apenas como vocalistas, incluindo o seu rapper principal T.O.P. A canção foi composta por G-Dragon, que explicou que a mesma era muito importante para ele, pois a compôs quando estava apaixonado e que "If You" carrega a letra e o poder de cada membro em cantá-la, sem técnica. A canção é uma colaboração entre ele, PK e Dee.P, responsáveis também pela produção de canções como "Monster" e "Eyes, Nose, Lips" de Taeyang.
Uma versão em língua japonesa foi lançada em Made Series (2016), o quinto álbum de estúdio japonês do Big Bang, contendo letras adicionais de Shoko Fujibayashi.

## Recepção da crítica
"If You" recebeu opiniões positivas dos críticos de música, ela foi nomeada pelo site coreano Osen como a canção mais triste da história do Big Bang, sendo descrita como uma mistura da solidão de "Loser" com a tristeza de "Monster". Jeff Benjamin da Billboard, destacou-a como "uma das canções mais marcantes do grupo em anos". O KpopStarz em sua resenha sobre "If You", descreveu que a emotividade sincera da canção, é traduzida ao longo de cada verso e como cada voz apresenta a dor crua de se perder um amor. E complementa sua análise, elogiando a escrita de G-Dragon, considerada "formidável, ao evocar a complexidade de 'Lies' ou 'Haru Haru'".

## Desempenho nas paradas musicais
"If You" alcançou a primeira colocação no iTunes Top Songs de dez países em catorze horas após seu lançamento. Na Coreia do Sul, liderou as principais paradas dos serviços de música online, incluindo Melon, Bugs, Mnet, Genie, Naver e Olleh. A canção estreou em número um na Gaon Digital Chart e Gaon Download Chart com vendas de 308,120 mil downloads digitais, além de posicionar-se em número quatro na Gaon Streaming Chart com mais de 4,8 milhões de transmissões. Na semana seguinte, "If You" moveu-se para a quarta posição na Gaon Digital Chart, número sete na Gaon Download Chart com vendas adicionais de 130,714 mil cópias e subiu para a posição de número dois na Gaon Streaming Chart. Mais tarde, "If You" liderou a parada mensal da Gaon para o mês de julho de 2015, com vendas totais de 627,808 mil cópias e 21,247 milhões de transmissões.
Na China, "If You" estreou em número um na QQ Music Chart e ultrapassou 3,6 milhões de downloads digitais no KuGou, tornando-se uma das canções mais vendidas de todos os tempos no serviço de música. No Japão, teve pico de 29 na Billboard Japan Hot 100. Em Taiwan, foi eleita a sétima canção coreana mais popular do ano, através do serviço de música KKBox e nos Estados Unidos, atingiu a segunda posição na Billboard World Digital Songs em sua primeira semana de lançamento
| Paradas (2015)                                 | Melhor posição |
| ---------------------------------------------- | -------------- |
| Coreia do Sul (Gaon Weekly Digital Chart)      | 1              |
| Coreia do Sul (Gaon Monthly Digital Chart)     | 1              |
| Coreia do Sul (Gaon Weekly Download Chart)     | 1              |
| Coreia do Sul (Gaon Weekly BGM Chart)          | 2              |
| Coreia do Sul (Gaon Weekly Mobile Chart)       | 7              |
| Estados Unidos (Billboard World Digital Songs) | 2              |
| Japão (Billboard Japan Hot 100)                | 29             |

| País          | Parada              | Vendas    |
| ------------- | ------------------- | --------- |
| Coreia do Sul | Gaon Download Chart | 1,505,163 |
| China         | Kugou               | 3,642,000 |

| Paradas (2015)                                 | Posição |
| ---------------------------------------------- | ------- |
| Coreia do Sul (Gaon Yearly Digital Chart)      | 29      |
| Estados Unidos (Billboard World Digital Songs) | 10      |

## Prêmios
| Ano  | Premiação              | Categoria                             | Resultado | Ref.   |
| ---- | ---------------------- | ------------------------------------- | --------- | ------ |
| 2015 | Melon Popularity Award | Prêmio de Popularidade (13 de julho)  | Venceu    | [ 27 ] |
| 2015 | Melon Popularity Award | Prêmio de Popularidade (20 de julho)  | Venceu    | [ 27 ] |
| 2015 | Melon Popularity Award | Prêmio de Popularidade (27 de julho)  | Venceu    | [ 27 ] |
| 2015 | Melon Popularity Award | Prêmio de Popularidade (10 de agosto) | Venceu    | [ 27 ] |
| 2016 | Gaon Chart Awards      | Canção do Mês (Julho)                 | Venceu    | [ 28 ] |

## Histórico de lançamento
| Região        | Data                   | Língua  | Formato             | Gravadora        |
| ------------- | ---------------------- | ------- | ------------------- | ---------------- |
| Coreia do Sul | 1 de julho de 2015     | coreano | CD download digital | YG Entertainment |
| Mundo         | 1 de julho de 2015     | coreano | CD download digital | YG Entertainment |
| Japão         | 18 de julho de 2015    | coreano | CD download digital | YG Entertainment |
| Japão         | 3 de fevereiro de 2016 | japonês | CD download digital | YGEX             |